# Nagyalásony
Nagyalásony är en ort (by) i provinsen Veszprém i västra Ungern. Orten har 495 invånare (2024), på en yta av 14,01 km². Den ligger cirka 20,5 kilometer nordväst om Ajka.